# La Chaussade
La Chaussade – miejscowość i gmina we Francji, w regionie Nowa Akwitania, w departamencie Creuse.
Według danych na rok 1990 gminę zamieszkiwało 105 osób, a gęstość zaludnienia wynosiła 15 osób/km² (wśród 747 gmin Limousin La Chaussade plasuje się na 505. miejscu pod względem liczby ludności, natomiast pod względem powierzchni na miejscu 620.).